# John Edwards Holbrook
John Edwards Holbrook (30 de diciembre de 1794 - 8 de septiembre de 1871) era un zoólogo, herpetólogo, médico, y naturalista estadounidense, nacido en Beaufort (Carolina del Sur), como el hijo de Silas Holbrook, un profesor, y Mary Edwards.
Presentó el primer informe exhaustivo ilustrado de anfibios y reptiles de América del Norte mediante las dos ediciones de North American Herpetology: or a Description of the Reptiles inhabiting the United States ("Herpetología de América del Norte: o Descripción de los reptiles que habitan en los Estados Unidos"). La primera edición en cuatro volúmenes (1836-1840) es muy raro porque Holbrook intentó destruir todas las copias en una hoguera en el patio de su casa por las críticas desfavorables de las ilustraciones de color. La segunda edición en cinco volúmenes (1842) fue mejor recibido y sigue siendo una importante obra de referencia. Entre las nuevas especies que se describe en estas obras son Nerodia taxispilota, Storeria dekayi, y Pseudacris ornata. 
Las especies Scaphiopus holbrookii y Diplodus holbrookii fueron nombrados en su honor.